# Rom-skiftelinjen
Rom skiftelinjen var en tysk forsvarslinje under 2. verdenskrig i Italien lige bag ved Caesar C linjen og gik nord for Rom mod det Tyrrhenske hav. Den næste linje var Trasimene-linjen i central Italien, som var lavet til at forsinke de allierede og trække tiden ud til færdiggørelsen af den Gotiskelinje, der var en stor forsvarslinje nord for Firenze.